# شب زخمی
شب زخمی فیلمی به کارگردانی و نویسندگی محمد صفار ساختهٔ سال ۱۳۵۶ است. موسیقی متن فیلم آهنگی با همین نام از ابی است که در آلبوم نازی ناز کن جمع آوری شده.

## خلاصه داستان
مرتضی جیب بری است که با جوانی شهرستانی به نام بهروز آشنا می‌شود، که برای تحصیل به پایتخت آمده است...

## بازیگران
- مرتضی عقیلی
- بهروز به‌نژاد
- شهرزاد آرمانی
- شهین رضایی
- نعمت‌الله گرجی
- آرمان